# Brewsterovo pravilo
Brewsterovo pravilo (otkrio David Brewster) je pravilo prema kojemu je reflektirana zraka (refleksija) potpuno linearno polarizirana ako svjetlost pada na ravnu plohu pod takvim kutom (Brewsterov kut) da su odbijena (reflektirana) i lomljena zraka okomite. Upadni kut α zrake svjetlosti je Brewsterov kut ako je: 
{\displaystyle \tan \alpha ={\frac {n_{2}}{n_{1}}}}
gdje su: n1 i n2 - indeksi loma sredstava. Na primjer Brewsterov kut za zrak–staklo približno je 56°.

## Brewsterov zakon
D. Brewster je ispitivanjem dokazao da od nepolariziranog vala svjetlosti refleksijom na prozirnom sredstvu nastaje polarizirani val samo onda, kad je kut između reflektirane (polarizirane) i lomljene zrake pravi kut, to jest kada je:
{\displaystyle \alpha +\beta =90^{\circ }}
Budući da je indeks loma n:
{\displaystyle n={\frac {\sin \alpha }{\sin \beta }}}
a iz prvog izraza izlazi:
{\displaystyle \beta =90^{\circ }-\alpha }
to je:
{\displaystyle n={\frac {\sin \alpha }{\sin(90^{\circ }-\alpha )}}={\frac {\sin \alpha }{\cos \alpha }}}
pa je:
{\displaystyle n=\tan \alpha }
Prema tome Brewsterov zakon glasi: Ako je tangens kuta upadanja nepolarizirane zrake na neko prozirno sredstvo jednak indeksu loma toga sredstva, onda je reflektirana zraka potpuno (totalno) polarizirana.
Kako je indeks loma stakla n = 1,53 to iz jednadžbe n = tg α izlazi da je kut totalne polarizacije za staklo α ≈ 57°. Reflektirana svjetlost je polarizirana i kod drugih upadnih kutova, ali samo djelomično. Refleksijom na vodi nastaje potpuna polarizacija kada je tg α = 4/3, odnosno α ≈ 53°. Kut upadanja α, za koji je odbijena (reflektirana) zraka potpuno (totalno) polarizirana zove se kut potpune polarizacije. Titranje u polariziranoj zraci, koja se odbije refleksijom nepolarizirane svjetlosti je okomito na ravninu upadanja.